# Strâmbeni (gmina Căldăraru)
Strâmbeni – wieś w Rumunii, w okręgu Ardżesz, w gminie Căldăraru. W 2011 roku liczyła 980 mieszkańców.